# 가톨릭 뉴욕 대교구

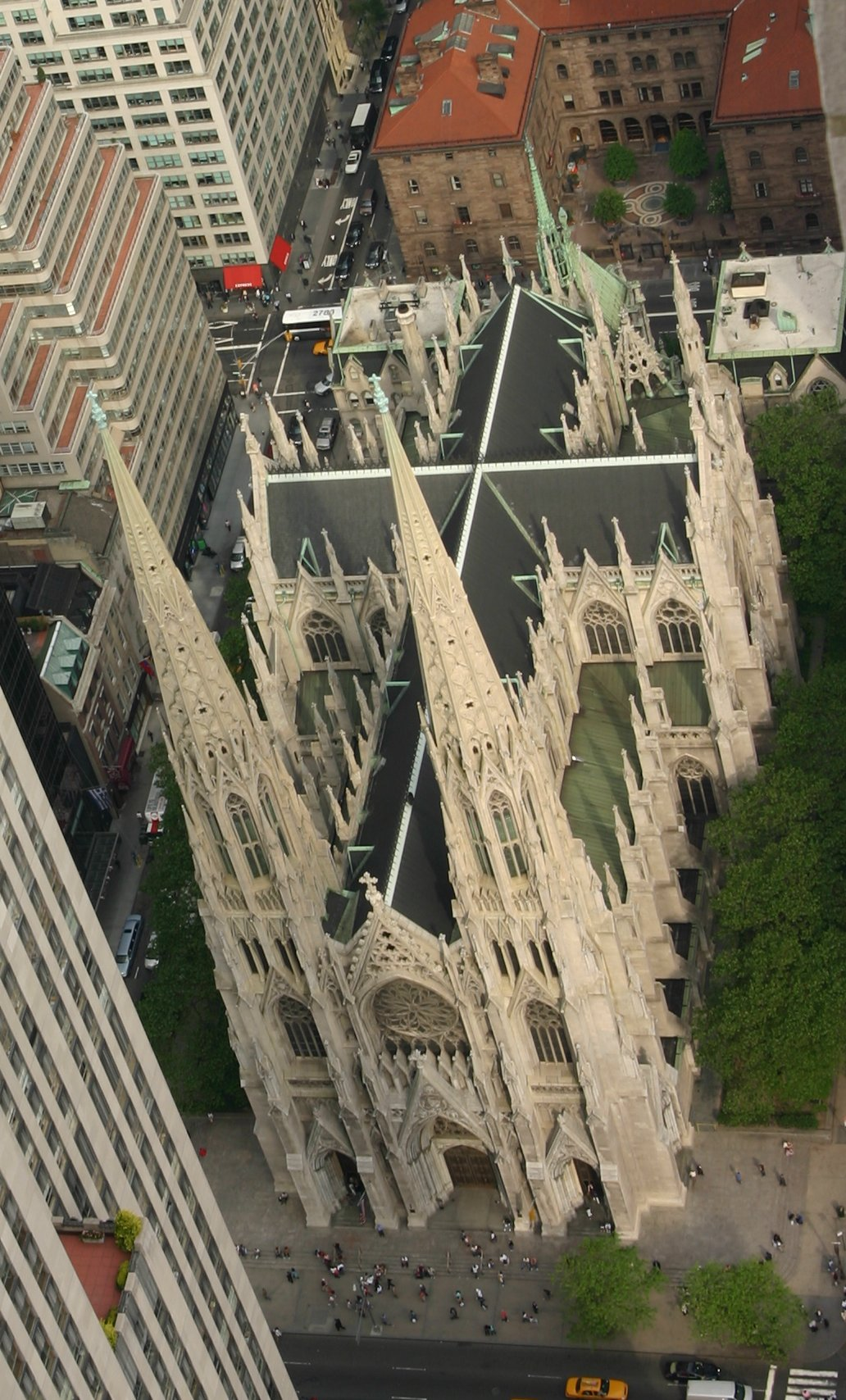

가톨릭 뉴욕 대교구(라틴어: Archidioecesis Neo-Eboracensis)는 미국 뉴욕주 뉴욕 시의 로마 가톨릭교회 대교구이다. 뉴욕주 뉴욕 시의 자치구인 브롱크스, 맨해튼, 스태튼아일랜드와 더치스카운티, 오렌지 카운티, 퍼트넘 카운티, 록랜드카운티, 설리번카운티, 얼스터카운티, 웨스트체스터카운티를 담당하고 있다. 뉴욕 대교구는 올버니, 브루클린, 버팔로, 오그덴즈버그, 로체스터, 록빌센터, 시러큐스 등이 포함된 뉴욕 관구의 중심 교구이다.
뉴욕 대교구는 주간 신문인 《가톨릭 뉴욕》(Catholic New York)을 발간하고 있다.